# Coup d'État de 1999 en Côte d'Ivoire
Le coup d’État de 1999 en Côte d'Ivoire a lieu le 24 décembre 1999. C'est le premier coup d’État dans ce pays depuis l'indépendance de la Côte d'Ivoire. À la suite de ce putsch, le président  Henri Konan Bédié doit céder le pouvoir.

## Le contexte

La Côte d'Ivoire en Afrique

Depuis l'indépendance en 1960, la Côte-d'Ivoire connaît une grande stabilité politique sous la présidence de Félix Houphouët-Boigny. Durant les premières décennies de cette présidence, marquée par un parti unique, la Côte-d'Ivoire se développe avec une certaine prospérité économique. Elle se montre également hospitalière : ayant besoin de main d’œuvre, elle accueille des Burkinabès, des Maliens, des Nigérians, notamment lors de la guerre du Biafra, des Ghanéens, des Béninois et des Guinéens.  Cependant, dans les dernières années de cette période, l'économie ivoirienne ralentit, le pays est marqué par une corruption et des signes d'instabilité politique apparaissent. Moins attractive, elle continue pour autant à accueillir des Libériens lors de la guerre civile engagée au Liberia à partir de 1990.
Henri Konan Bédié succède à Houphouët-Boigny après sa mort en 1993. Il était précédemment président de l'Assemblée nationale ivoirienne. Devenu dans un premier temps président par intérim, il est élu en octobre 1995, les autres candidats potentiels ayant boycotté le scrutin à la suite d'une réforme douteuse du code électoral en décembre 1994. Dans un pays où un tiers de la population est d'origine étrangère et où les migrants ont par le passé fortement participé au développement économique, la réforme électorale de Henri Konan Bédié introduit le concept d'ivoirité, pour écarter un des candidats les plus populaires, Alassane Ouattara.  La situation économique continue de se détériorer. Henri Konan Bédié est accusé de corruption. Une crise politique à dimension ethnique s'ajoute à cette crise économique, liée à l'application de ce concept xénophobe d'ivoirité, qui remet en cause les droits d'une partie de la population d'origine étrangère et provoque des tensions entre les gens du Nord et du Sud de la Côte-d'Ivoire. Le mécontentement ne cesse de croître,.

## Les événements
Un groupe de soldats se révolte le 23 décembre 1999. Refusant de démissionner à la demande des soldats, Henri Konan Bédié est renversé par un coup d'État le lendemain. L'ancien commandant de l'armée, en retraite, Robert Guéï, bien que n'ayant pas conduit le coup d'État, est appelé en tant que chef d'un Comité national de salut public (CNSP) et joue le « Père Noël en treillis ».
Des coups de feu sont entendus dans Abidjan. Robert Guéï annonce la dissolution du Parlement, de l'ancien gouvernement, du Conseil constitutionnel et de la Cour suprême. Les rebelles prennent le contrôle de l'aéroport d'Abidjan et des ponts principaux, mettent en place des points de contrôle, et ouvrent les portes de prison pour les prisonniers politiques et d'autres détenus. Quelques quartiers d'Abidjan sont également pillés par des soldats et des civils.
À la télévision, Robert Guéï annonce qu'il a pris le pouvoir. Il fait également une allocution télévisée au peuple, et au personnel diplomatique étranger, dans lequel il assure que la démocratie sera respectée, les accords internationaux seront maintenus, la sécurité des Ivoiriens et des non-Ivoiriens sera garantie, des missions seront envoyés à l'étranger pour expliquer les raisons du coup d’État, et que les problèmes des agriculteurs seront abordés.
À l'étranger, la France, les États-Unis et plusieurs pays africains, condamnent le putsch et appellent à un retour à un régime civil. Le Canada suspend toute aide directe à la Côte-d'Ivoire.

## Les suites du coup d’État
Dans les mois qui suivent, la Ligue ivoirienne des droits de l'homme publie une condamnation des violations des droits de l'homme  dans le pays. De nombreux cas d'abus sont commis par les soldats. En outre, les troupes armées demandent l'augmentation et le paiement de leurs salaires ou de primes, causant de nombreuses mutineries. La plus grave de ces mutineries a lieu le 4 juillet 2000, dans plusieurs villes, Abidjan, Bouake, Katiola, Korhogo, et Yamoussoukro en particulier. Après quelques jours de confusion et de tension, un accord est conclu entre les soldats mécontents et les autorités.
Malgré la dénonciation par la junte militaire du concept d'ivoirité, la campagne contre les personnes d'origine étrangère continue. En avril 2000, Robert Guéï expulse les représentants du RDR du gouvernement. Une nouvelle Constitution, approuvée par référendum le 23 juillet, 2000,  interdit tous les candidats à la présidentielle autres que ceux dont les parents sont ivoirien, et Alassane Ouattara se trouve de fait disqualifié pour l'élection présidentielle de 2000.
Une élection présidentielle a lieu le 22 octobre 2000. Les principaux candidats de l'opposition, à l'exception de Laurent Koudou Gbagbo du Front populaire ivoirien (FPI) sont empêchés d'y participer. Robert Guéï est battu à cette élection par Laurent Gbagbo mais refuse de reconnaître ce résultat. Alassane Ouattara, exclu du scrutin, réclame une nouvelle élection. Les manifestations de rue éclatent, ce qui porte Laurent Gbagbo au pouvoir, et Robert Guéï fuit vers  son lieu natal, Gouessesso, près de la frontière avec le Liberia. Laurent Gbagbo prend ses fonctions en tant que président, le 26 octobre 2000.
Le 13 novembre, Robert Guéï reconnait la légitimité de la présidence de Laurent Gbagbo. Le 10 décembre 2000, des élections législatives sont organisées et remportées par le Front populaire ivoirien de Laurent Gbagbo. Toutefois, l'élection n'a pas eu lieu dans le nord de Côte-d'Ivoire, en raison des troubles. Les violences continuent. La tension entre les gens du Nord et du Sud reste sous-jacente. Cette Deuxième République conduit à une « impasse » politique,  puis à une situation de guerre civile. La discrimination envers les personnes originaires de pays voisins est une des causes de la guerre civile ivoirienne, qui éclate en 2002,.